# 左堰站
左堰站 （日语：／ Hidariseki eki */?）是一由東日本旅客鐵道（JR東日本）所管理的鐵路車站，位於日本青森縣青森市。平日只提供九班普通列車服務，包括一班直通三廐站的班次。

## 車站結構
本站自開站而來都是簡易車站，沒有設置站舍，從馬路便可直接進入月台範圍。興建海峽線時，月台部份經過重新整理，靠近路軌的上落月台梯級被切走，並加設了扶手及圍欄。另外位於中央部份的有蓋候車室亦被更換。

### 月台配置
設有側式月台一個，有效長度為5輛，列車靠站時，下行往蟹田方向為左側上落；上行往青森方向則為右側上落。
| 路線    | 方向 | 前往           |
| ------- | ---- | -------------- |
| ■津輕線 | 上行 | 青森方向       |
| ■津輕線 | 下行 | 蟹田、三廐方向 |

## 歷史
- 1959年11月25日：開業。
- 1987年4月1日：國鐵分割民營化，車站改由JR東日本管理。

## 相鄰車站
東日本旅客鐵道
■津輕線
奧內－左堰－後潟

## 外部連結
- 左堰站（JR東日本） （页面存档备份，存于）（日語）